# 今宮義賢
今宮 義賢（いまみや よしただ、生没年不詳）は、江戸時代前期の久保田藩士で修験、社人頭領。通称は又三郎、摂津守、凉松院。父は今宮道義（常蓮院）。夫人は真壁安芸の娘、白土氏の娘。子は今宮義教（常蓮院）ほか2男4女。

## 経歴
父同様に修験・社人頭領となり、秋田山伏や社人を統括し、出羽国仙北郡角館東勝楽丁の屋敷に居住した。
寛文年中より久保田藩が領内の社人、僧侶、修験の支配権を寺社奉行に与える措置をとったことにより、修験・社人頭領を世襲してきた今宮家と藩との確執が生じ始める。
寛文6年（1666年）に嗣子の義教とともに大和国金峰山に入峰する。